# Ференц Гал
Ференц Гал (мађ. Gaál Ferenc; (Скачањ, 1860 — Суботица, 1906) био је мађарски композитор, педагог и хоровођа.
Родио се 27. марта 1860. године у Скачању на територији данашње Словачке. Родитеље је рано изгубио, па се о њему старао старији брат Пије. Основну школу и нижу гимназију похађа у Њитри, а наставља је у Будимпешти. Паралелно уписује Народни глазбени завод. Одличан је ученик, говори мађарски, немачки, словачки, чешки, поред тога латински и француски. Музичку академију похађа између 1878. и 1882. године, а студије завршава одличним успехом.
Гал је постављен за директора Музичке школе у Суботици 1. октобра 1882. године, а био је и диригент и хоровођа цркве свете Терезије Авилске. Почео је да ради са великим амбицијама: 1883. године се изборио да се певање као посебан предмет уведе у програм гимназије, општинске женске грађанске школе и у неколико основних школа у граду. Нови предмет је он сам предавао. Планирао је да дужину школовања са три, продужи на шест година и да уведе катедру за клавир. Прву молбу је град одбио, док је на катедру за клавир пристао, али је њено отварање уследило тек шест година касније, јер град до тада није имао инструмент.
Иако је Гал био једини академски образован музичар у граду, није успео да се наметне суботичком елитном друштву. Није нашао ни своје место у музичкој школи, а не успева да нађе заједнички језик ни са колегама.
Стотину двадесет композиција штампано му је у тадашњој Мађарској и у иностранству. Нарочито су омиљене његове мађарске рапсодије, уметничке и народне песме, црквене композиције мешовитих зборова и разне обраде. Добио је прву награду на конкурсу Земаљског певачког друштва, које је расписано поводом прославе хиљадугодишњице мађарске државе.
Увек је настојао да шири музичку културу, дајући концерте у Суботици, Палићу, у Паризу, Бечу, Цириху, Риму, Лондону, Берлину и Будимпешти. Најрадије изводи романтичарске композиторе Листа, Шопена и Менделсона, али неретко и своје композиције.
Не путује само по западној Европи, већ и по Балкану. Држао је концерте у Србији и Бугарској 1887. године. На овом путовању се упознаје са глумицом Зорком Теодосијевић која га упознаје са Стеваном Мокрањцем. Два композитора том приликом склапају присно пријатељство. И у Суботици сарађује са Српским певачким друштвом, учествује на приредбама (Беседама), које је приређивала Добротворна задруга Српкиња. Написао је пропратну музику за драму „Краљевић Марко” Веље Миљковића, саткану од мотива из српских народних песама. Праизведба овог комада је била у Суботици, 29. априла 1894. године. Суботички културни живот обогаћује позивима уметника светског гласа, међу њима у априлу 1889. године угошћује Марију Вилт, примадону Бечке опере.
За његово име се везује оснивање хора занатлија 1898. године, чији је он био и први диригент. Ауторско вече организују му 13. априла 1903. године, поводом двадесетогодишњице стваралачког рада. Показало се да је већ било касно. У то доба се већ толико одао алкохолу да му је јетру захватила цироза. У новембру 1906. године добио је жутицу коју ослабљени организам није успео да савлада.
Умро је 11. децембра 1906. године у четрдесетшестој години живота. Сахранили су га на суботичком Бајском гробљу, два дана касније. Већ приликом сахране, познати суботички писац Изидор Милко је предложио подизање једног монументалног надгробног споменика.
По речима Марте Кењереш Ковач: Ференц Гал није био оргинални стваралац, није знао додати ништа ново у музичкој култури свога доба. Писао је садржајно допадљиве, лаке комаде, која су били и намењени ширем аудиторијуму.